# هیویان
کیم هیویان (به کره‌ای: 김효연) (زادهٔ ۲۲ سپتامبر ۱۹۸۹) که بیشتر به نام هنری هیویان (به کره‌ای: 효연) یا دی‌جی هیو شناخته می‌شود، خواننده، دی‌جی و شخصیت تلویزیونی اهل کره جنوبی است. در اوت ۲۰۰۷، او به عنوان عضو گروه گرلز جنریشن (و بعدها یکی از زیرگروه‌های آن گرلز جنریشن-اوه!جی‌جی) وارد عرصهٔ موسیقی شد، گروهی که هم‌اکنون یکی از پرفروشترین هنرمندان کره جنوبی و محبوبترین گروه دخترانهٔ این کشور در سطح جهانی است. از سال ۲۰۱۶، او تک آهنگ‌های خود را به عنوان یک هنرمند تک منتشر کرده‌است.